# ديفيد روشي
ديفيد روشي (بالإنجليزية: David Roach)‏ هو موسيقي بريطاني، ولد في 1955 في درم في المملكة المتحدة.

## وصلات خارجية
- ديفيد روشي على موقع ميوزك برينز (الإنجليزية)
- ديفيد روشي على موقع أول ميوزيك (الإنجليزية)
- ديفيد روشي على موقع ديسكوغز (الإنجليزية)